# Els Munts (Sant Agustí de Lluçanès)
Els Munts és una muntanya de 1.057 metres que es troba entre els municipis de Sant Agustí de Lluçanès i Sora, a la comarca d'Osona.
Al cim s'hi pot trobar un vèrtex geodèsic (referència 289093001), al costat del qual es troba el Santuari de la Mare de Déu dels Munts, i la seva hostatgeria que actualment és un restaurant.
Aquest cim està inclòs al llistat dels 100 cims de la FEEC.

## Orografia
Els Munts està situat entre les comarques d'Osona, Ripollès, Lluçanès i Berguedà. Pel nord-oest d'aquesta talaia es pot contemplar el Cadi, el Pedraforca i l'Encija. Mirant pel sud-oest Montserrat. A l'est contemplem el Puigsacalm, la Serra del Milany i Puig Cubell, Cabrera i Aiats, pel sud-est s'observa gran part d'Osona i el Montseny. Finalment pel nord-est s'observa des del Pirineu de Núria fins al Canigó, amb destacada presència del cim del Puigmal.
Des de prop del cim arrenquen les diverses ramificacions que formen la serres de Sobremunt, Sant Salvador de Bellver i Bescanó. Totes elles moren als peus del riu Ter, entre Sant Quirze de Besora i El Santuari de la Gleva.
En el bell mig del cim hi ha uns mapes que senyalen els indrets més rellevants i ajuden a identificar tots aquests indrets.

## Natura

### Geologia
Els Munts està format per terrenys d'edat terciària i quartaria, totes les terres estan constituïdes per roques sedimentàries.

### Vegetació
A la muntanya dels Munts hi ha una espessa vegetació, ja que és un cimal en el qual no es pot conrear degut la seva inclinació i el seu terreny abrupte.
En els Munts es registra un elevat índex pluviomètric, superior als 800 litres per metre quadrat anuals, la qual cosa fa que la muntanya presenti aquesta basta vegetació.
Els arbres que tenen més presencia són el pi i el roure, arbres característics del Lluçanès.
Els pins (pi roig i pinassa) els trobem preferentment a les bagues o llocs ombrívols, formant boscos espessos, especialment al nord de les carenades. A la tardor és un lloc on es poden trobar bolets gràcies a la humitat que hi ha en els boscos de pins.
Per contra, en els indrets més assolellats i amb poca humitat, hi arrelen els roures.
Per sota dels 700 metres, els roures i els pins van minvant en benefici de les alzines, arbre que viu còmode en terrenys de molta insolació i escassa humitat.

### Fauna
La fauna és força variada i es pot observar diferents espècies d'aus, mamífers i rèptils.
Les aus més característiques són l' l'àliga marcenca (Circaetus gallicus), el corb (Corvus corax) i el mussol comú (Athene noctua).
Pel que fa als mamífers n'hi ha molts menys, ja que els darrers anys els humans han guanyat terreny i els animals han hagut de marxar. Els més coneguts són: l'esquirol comú (Sciurus vulgaris), conill comú (Oryctolagus cuniculus), llebre (Lepus europaeus), eriçó comú (Erinaceus europaeus), guineu (Vulpes vulpes), i el Senglar.
I el rèptil més comú és la serp verda (Malpolon monspessulanus).

## Accessos
L'única via de ferrocarril que travessa la comarca d'Osona és la línia de Renfe de Barcelona a Vic, Ripoll i Puigcerdà. L'estació més propera és la de Sant Quirze de Besora.
El més adient per arribar a Els Munts és accedir-hi per carretera o a peu.

### Per carretera
S'accedeix per l'autovia C-17, o l'Eix del Congost, sortida 82, enllaçant amb la carretera comarcal BP-4654 direcció Prats de Lluçanès fins a arribar al Collet de Sant Agustí. En aquest punt surt la carretera comarcal BP-4653 i després de poc més de 500 metres es troba el trencall cap a Els Munts.

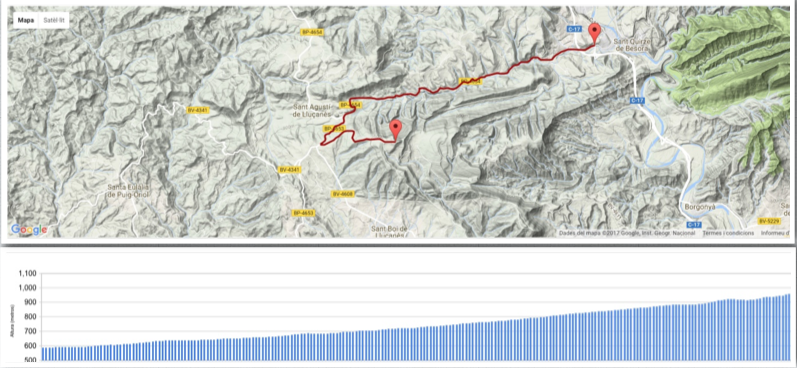
Altimetria de Sant Quirze de Besora fins a Els Munts

Una segona opció és la mateixa C-17, sortida 68, i enllaçar amb la carretera comarcal BV-4608, més coneguda com La Trona, que va de Sant Hipòlit de Voltregà a Sant Boi de Lluçanès. Un cop s'hi arriba, seguir per la mateixa carretera fins a arribar a la bifurcació i agafar la carretera BP-4653 direcció Sant Quirze de Besora. Amb poc més de 30 metres, a la dreta, es troba el trencall cap al cim de Els Munts.

#### Altimetria
Des de Sant Quirze de Besora es puja fins a arribar Els Munts. Els primers 7 quilòmetres és una constant pendent del 3% al 4%, però quan agafes el trencall a l'Hostal del Vilar, un cop passat El Collet de Sant Agustí, les rampes s'enfilen i en pocs moments es pot gaudir de pujades de menys del 10%.

### A peu
Són diverses les rutes que es poden fer per arribar al cim. Destaquem la que surt de Sant Boi de Lluçanès, ja que és una ruta curta, circular i de desnivell suau. Es passa pel Roure de la Senyora, així com per diverses capelles i ermites escampades per les muntanyes.

## Curiositat
El tossal Els Munts, amb altitud de 1.057 metres, està situat exactament en la mateixa línia meridiana que passa per la Plaça d'Espanya de Barcelona del qual lloc dista 78 km en línia horitzontal.